# Къръккале
Къръккале (на турски: Kırıkkale) е град в Централна Турция, административен център на едноименния вилает Къръккале. Град Къръккале е с население от 205 078 жители (2000 г.). Пощенският му код е 71xxx, а телефонният 0318. Намира се на 713 метра надморска височина.